# Folsom, Novi Meksiko
Folsom je selo u okrugu Unionu u američkoj saveznoj državi Novom Meksiku. Prema popisu 2010. u Folsomu je živjelo 56 stanovnika, a popisu 2000. 75 stanovnika. Ime je dobilo prema Frances Folsom, zaručnici predsjednika SAD Grovera Clevelanda.

## Zemljopis
Nalazi se na 36°50′53″N 103°55′05″W / 36.848152°N 103.918176°W. Prema Uredu SAD-a za popis stanovništva, zauzima 1,4 km2 površine, sve suhozemne.
Folsom se nalazi u širokoj dolini blizu ušća rijeke Cimarrona, lokalno znane kao Dry Cimarron jer teče pod zemljom na svom toku kroz Novi Meksiko. Selo okružuju usamljena strma brda, ravne gore, stari vulkanski stošci i izljevi lave. Veći dio doline je bogati travnjak sa šumama pitomog bora i smreke na padinama i u kamenjaru. Žuti bor raste u klancima i na uzvišenim područjima. Poljodjelstvo je zasnovano na velikim rančevima i napasanju stoke. Nešto ratarstva temelji se na navodnjavanju nizvodno od Folsoma. Lovstvo je popularno na lokalnim rančevima, a lovi se jelene, medvjede i drugu divljač.
Nacionalni spomenik vulkan Capulin nalazi se 11 km južno od folsoma. Izdiže se do 2494 m nadmorske visine i najviša je od planina koje su u okolici folsoma. Slapovi Folsoma nalaze se 8 km istočno od grada. Rijeka Cimarron koja je ovdje mali potok širok koji metar, pun je riba iz porodice Salmonidae. Trinaest kilometara zapadno od grada ispod mese Johnsona je nalazište Divlji konj Arroyo gdje je crni kauboj George McJunkin 1908. godine otkrio kosti izumrlog bizona. Ovaj arheološki nalaz potvrdio je da je drevni čovjek živio u Amerikama barem desetak tisuća godina, znatno duže nego što se dotad smatralo.
Folsom zovu "gradom duhova" jer ima vrlo malo poslovnih subjekata. Većina života zajednice vrti se oko muzeja Folsoma koji je osnovan 1966. u zgradi Doherty Mercantile. Muzejska zbirka sadrži mnogo lokalnih artefakata. Muzej je pokrovitelj nekoliko događaja svake godine.

## Stanovništvo
Prema podatcima popisa 2000. u Folsomu je bilo 75 stanovnika, 31 kućanstvo i 19 obitelji, a stanovništvo po rasi bili su 73,33 % bijelci, 2,67 % Indijanaca, 21,33 % ostalih rasa, 2,67 % dviju ili više rasa. Hispanoamerikanaca i Latinoamerikanaca svih rasa bilo je 34,67 %.

## Poznate osobe
- George McJunkin  (1851. – 1922.) crni kauboj i nalazač folsomskog nalazišta koje je revolucioniralo američku arheologiju
- Sally J. Rooke (1840. – 1908.), telefonska operaterka koja je nestala u poplavi 1908. godine, umrla je na poslu za pločom s prekidačima dok je upozoravala druge na opasnost[7]

## U popularnoj kulturi
Crtani film Krava i pile zbiva se u Folsomu. U samom crtanom filmu ta činjenica se spominje dva ili tri puta.